# Sida rodrigoi
Sida rodrigoi là một loài thực vật có hoa trong họ Cẩm quỳ. Loài này được Monteiro miêu tả khoa học đầu tiên năm 1967.